# مدرسة تمريض

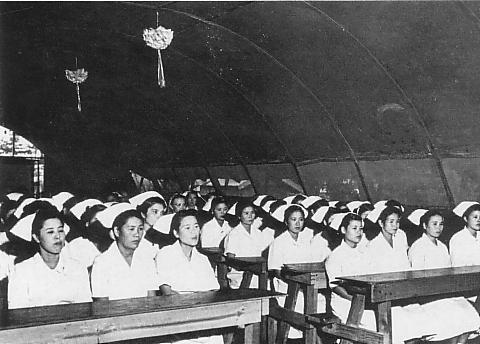

مدرسة التمريض هي نوع من المؤسسة التعليمية أو جزء منها، حيث توفر تعليما وتدريبا لتصبح الممرضة مؤهلة بالكامل. وتختلف طبيعة تعليم ومؤهلات التمريض إلى حد كبير حول العالم، وذلك لأنه في منتصف القرن العشرين خضع تعليم التمريض في معظم الدول للعديد من التحسينات.

## تاريخ مدارس التمريض

### المملكة المتحدة
فلورينس نايتنغيل، واحدة من الرواد المؤسسين لفكرة التمريض من مركزها الأساسي في مستشفى توماس في لندن عام ألف وثمانمئة وتسعين عندما افتتحت مدرسة نايتنغيل التدريبية للممرضات، والتي هي جزئ من كلينة كينغ لندن حاليا.
وكانت غايتها تدريب الممرضات لمستوى مؤهل ومتخصص، إلى جانب الهدف الأساسي للتعليم وهو تطوير مهارات الملاحظة والحساسية تجاه حاجات المريض، ومن ثم السماح لهم للعمل في وظائف المستشفى عبر المملكة المتحدة وخارجها. وازدهر تأثيرها والتمريض الآن مساق يدرس في عدد من الجامعات البريطانية.
بعيدا عن مدرسة التمريض لكلية كينغ لندن، تعد جامعة مانشستر السليل المباشر من مدرسة نايتنغيل، حيث كانت واحدة من أولى المؤسسات التي تطرح مساقاً على مستوى الشهادة. وافتتح مبنى جديد لمدرسة مانشستر الطبية في اوائل السبعينيات دورات بدرجة علمية في التمريض قد أُسست تقريبا في الوقت نفسه.
وتوسع تعليم التمريض في الجامعة بشكل كبير في عام ألف وتسعمئة وستة وتسعين عندما أُنشأت مدرسة التمريض والتوليد عبر تحويل كلية مانشستر للتوليد والتمريض لجامعة كلية الطب وطب الأسنان والتمريض.
والمساقات ذات المستوى الابتدائي التي تسعى اليها معظم الجامعات تتكون عادة من خمس درجات (GCSEs) بما في ذلك اللغة الإنجليزية والرياضيات والعلوم (ويفضل الأحياء) ومستويين عاليين مستويات أ. ويملك الطلاب الناجحون فوق سن الواحد والعشرين الخيار للدخول عند الانتهاء من مساق لدخول الكلية وتعتبر الخبرة في وظائف مثل ممرض صحي جديرة للأخذ بعين الاعتبار في المساق.